# Parafia Bożego Ciała w Jabłonkowie
Parafia Bożego Ciała w Jabłonkowie – parafia rzymskokatolicka znajdująca się w Jabłonkowie, w kraju morawsko-śląskim w Czechach. Należy do dekanatu Frydek diecezji ostrawsko-opawskiej.
W kościele parafialnym odprawiane są msze również w języku polskim dla polskiej mniejszości. Na terenie parafii znajduje się kościół klasztorny sióstr Elżbietanek w Jabłonkowie, kościoły filialne w Bukowcu, Piosku, Herczawie oraz kaplica na Kozubowej. W duszpasterstwie uczestniczą oprócz kleru diecezjalnego również franciszkanie, posiadający w Jabłonkowie swój klasztor pw. Matki Bożej Anielskiej.

## Historia
Parafia w Jabłonkowie została wymieniona w spisie świętopietrza sporządzonym przez archidiakona opolskiego Mikołaja Wolffa w 1447 pośród innych parafii archiprezbiteratu (dekanatu) w Cieszynie pod nazwą Jablonka. Na podstawie wysokości opłaty w owym sprawozdaniu liczbę ówczesnych parafian (we wszystkich podległych wioskach) oszacowano na 100. W tym samym 1447 roku w czasie najazdu węgierskiego został złupiony i wypalony gród istniejący na terenie dzisiejszego Gródka, na północ od dzisiejszego Jabłonkowa, w miejscu nazwanym później Starym Jabłonkowem. Po tym zdarzeniu nowy Jabłonków powstał w obecnym miejscu: u ujścia Łomnej do Olzy. Miasto zostało założone w typowym układzie kolonizacyjnym, z centralnie położonym rynkiem (obecnie Rynek Mariacki – czes.: Mariánské náměstí), w którego sąsiedztwie postawiony został kościół.
W okresie Reformacji kościół został przejęty przez ewangelików, a zwrócił go katolikom książę Adam Wacław cieszyński w 1615. Po pożarze w 1619 postawiony został nowy kościół murowany z drewnianą wieżą.
Najstarszy zachowany protokół z wizytacji kościelnych pochodzi z 1652 sporządzony przez archidiakona opolskiego Bartłomieja Reinholda, następny z 1679 archiprezbitera namysłowskiego Wawrzyńca Joannstona i z 1688 spisany przez archidiakona ks. Marcina Teofila Stefecjusza.
Po wojnach śląskich i oddzieleniu granicą od diecezjalnego Wrocławia, będącego odtąd w Królestwie Prus, do zarządzania pozostałymi w Monarchii Habsburgów parafiami powołano w 1770 Wikariat generalny austriackiej części diecezji wrocławskiej. W 1806 powstał dekanat jabłonkowski. Po I wojnie światowej Jabłonków znalazł się w granicach Czechosłowacji, wciąż jednak podległy był diecezji wrocławskiej, pod zarządem specjalnie do tego powołanej instytucji zwanej: Knížebiskupský komisariát niský a těšínský. Kiedy Polska dokonała aneksji Zaolzia w październiku 1938 parafię jako jedną z 29 włączono do diecezji katowickiej, a 1 stycznia 1940 z powrotem do diecezji wrocławskiej. W 1947 obszar ten wyjęto ostatecznie spod władzy biskupów wrocławskich i utworzono Apostolską Administraturę w Czeskim Cieszynie, podległą Watykanowi. W 1978 obszar Administratury podporządkowany został archidiecezji ołomunieckiej, a parafie dekanatu jabłonkowskiego zostały wchłonięte przez dekanat frydecki. W 1996 wydzielono z archidiecezji ołomunieckiej nową diecezję ostrawsko-opawską.